# Symphonie no 74 de Joseph Haydn

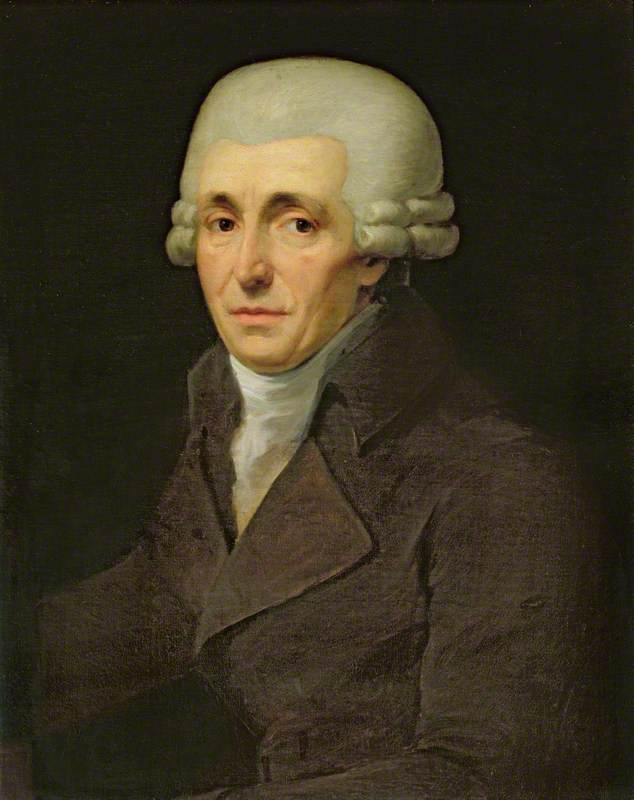
Joseph Haydn

La Symphonie no 74 en mi bémol majeur Hob. I:74 est une symphonie du compositeur autrichien Joseph Haydn. Composée en 1780 ou 1781, elle comporte quatre mouvements.

## Analyse de l'œuvre
1. Vivace
2. Adagio
3. Menuet
4. Allegro assai

Durée approximative : 25 minutes.
Le premier mouvement débute dans un style italien classique avec trois accords forts suivis d'une réponse piano. Le second thème est basé sur une inversion de la réponse piano.
Le deuxième mouvement débute comme une sérénade avec les violons en sourdine jouant une mélodie sur un accompagnement à la manière d'une guitare joué aux violoncelles. Ce qui suit est un ensemble de trois variations peu structurées qui évitent le schéma strophique simple des mouvements précédents en permettant aux introductions et interludes de se chevaucher. La coda a la forme d'une petite fugue.
Le menuet est construit sur des rythmes lombards et le trio laisse le premier violon et le basson exposer la mélodie.
Le final ressemble à une gigue et à une structure de forme sonate.

## Instrumentation
- une flûte, deux hautbois, un basson, deux cors, cordes.